# Primula mistassinica
Primula mistassinica är en viveväxtart som beskrevs av André Michaux. Primula mistassinica ingår i släktet vivor, och familjen viveväxter. Utöver nominatformen finns också underarten P. m. mistassinica.

## Bildgalleri